# Notiobiella dentata
Notiobiella dentata is een insect uit de familie van de bruine gaasvliegen (Hemerobiidae), die tot de orde netvleugeligen (Neuroptera) behoort. 
Notiobiella dentata is voor het eerst wetenschappelijk beschreven door Monserrat in 1990.